# ثيان (مركب كيميائي)
ثيان هو مركب عضوي حلقي غير متجانس مشبع له الصيغة الكيميائية C5H10S.
يتألف المركب بنيوياً من حلقة سداسية حاوية على ذرة كبريت واحدة؛ ويطلق على مشتقاته اسم ثيانات.

## التحضير
يحضر الثيان من تفاعل 5،1-ثنائي برومو البنتان مع كبريتيد الصوديوم.
{\displaystyle \mathrm {Br{-}(CH_{2})_{5}{-}Br+Na_{2}S\longrightarrow } } {\displaystyle \mathrm {C_{5}H_{10}S+2\ NaBr} }
كما يمكن أن تتم عملية التحضير من تحلّق مركب 5-برومو-1-بنتانثيول في وسط قاعدي.
{\displaystyle \mathrm {Br{-}(CH_{2})_{5}{-}SH+NaH\longrightarrow } } {\displaystyle \mathrm {C_{5}H_{10}S+NaBr+H_{2}\ } }

## الخواص
يوجد المركب في الشروط القياسية على شكل سائل عديم اللون، وهو سهل التصلب والتبلور. يوجد الثيان في الحالة الصلبة على شكل بلورات ذات نظام بلوري مكعب تبلغ قيمة ثابت الشبكة البلورية فيه 869 بيكومتر؛ وتكون هناك أربع وحدات صيغة في كل وحدة خلية.
يتفاعل الثيان مع النكليوفيلات (الكواشف المحبة للنوى)، وخاصة في وجود مجموعات مغادرة جيدة.

تفاعل الثيان مع برومو حمض الخليك.

## اقرأ أيضاً
- ثييران
- ثييتان
- ثييت
- ثيوفين
- رباعي هيدرو الثيوفين
- ديثيان
- تريثيان